# لیزی دوراک
لیزی دوراک (انگلیسی: Lizzie Durack؛ زادهٔ ۲۰ مهٔ ۱۹۹۴) بازیکن فوتبال اهل بریتانیا است.
وی همچنین در تیم‌های ملی فوتبال Australia women's national under-17 soccer team, England women's national under-19 football team, England women's national under-20 football team, England women's national under-23 football team، و زنان انگلستان بازی کرده‌است.